# مجلة الجمعية الشرقية الألمانية
مجلة الجمعية الشرقية الألمانية المعروفة اختصاراً بالرموز ZDMG، هي مجلة تصدر عن الجمعية الشرقية الألمانية منذ عام 1847 م.
وصفها بدوي بأنها «أعظم وأغنى مجلات المستشرقين». و قد تم رقمنة المجلة وهي متوفرة على موقع جامعة هاله-فيتنبرغ، وتتضمن الأعداد من سنة 1847-2005 م إضافة إلى فهارس وهوامش أخرى.

## وصلات خارجية
- أعداد المجلة - باللغة الألمانية